# 吉澤友貴
吉澤 友貴（よしざわ ゆき、1992年5月6日 - ）は、日本のAV女優 、タレント、元グラビアアイドルである。スカイプロモーション所属。神奈川県出身。

## 略歴
高校卒業後に原宿でスカウトされ、グラビアアイドルとしての活動をはじめる。2013年にイエローキャブプラス所属のGstyleのメンバーとして活動後、同じくGstyleのメンバーだった西村まどか(源下真歌)が取締役を務めるフォーティーフォーマネジメントに移籍。
2015年9月にアイデアポケットからAV女優としてデビューし、26日に恵比寿★マスカッツ(2代目恵比寿マスカッツ)の結成メンバーとして参加することが発表された。
恵比寿マスカッツでは2020年2月25日から8月31日まで、リーダーの市川まさみの休養に伴いリーダー代行を務めた。また、架乃ゆら、まいてぃ、三上悠亜とともにユニット「SCANTY4」および市川まさみ、山岸逢花が加入した「SCANTY6」、広瀬りおなとのユニット「赤いワンピース隊(仮)」および神崎紗衣、宮村ななこ、山岸逢花が加入した「紅蠍」としても活動した。2022年8月に恵比寿マスカッツの事実上の解散に伴い、卒業。
2023年よりマドンナ専属女優となる。
2025年2月17日週FANZA通販フロアランキングにて出演した『マドンナALL専属バスツアー2025 ハーレムを掴み取った男たちが極上の美女を独占！！酒池肉林のお祭りはまだまだ続く！！夢の大共演＆大乱交FESTIVAL！！後編』が初登場8位となる。
2025年5月より企画単体へ転向。

## 人物
日本人とタイ人のハーフ。特技はバレーボール、ブリッジ、ダンス。
2020年当時、恵比寿マスカッツ研究生だった広瀬りおなは、吉澤について「メンタル面でもすごく尊敬してて、リーダーシップをとることができるキャラクターがカッコいいなあと憧れていますね」と話した。
バラエティ番組上は積極的に汚れ役を務める半面、ダンスが得意であることからスーブーが抜けて以降はメンバーに振り付けを教える役割も担った。
AVライターの末吉みちおは「エキゾチックな顔立ちに、程よい肉付きの艶ボディ」、「（キスと手コキ、キスと乳首指ころがしなど）複合技もナイスで抜きどころに困らない女優」と解説。同じくライターのくろがね阿礼は「デビュー作からきらりと光るものがあり、グラインド騎乗位とハメ潮は衝撃的だった」、「（2024年以降は）騎乗位にますます磨きがかかり、派手にもだえながらキレッキレの腰使い」とテクニックの向上を評価した。

## 出演

### テレビ
レギュラー
- マスカットナイト（2015年10月8日 - 2017年3月30日 、テレビ東京）
- マスカットナイト・フィーバー!!!（2017年4月6日 - 9月28日、テレビ東京）
- 恵比寿マスカッツ横丁!（2017年10月5日 - 12月28日、テレビ東京）

上記番組内では氏名表示の際、名札・テロップ共に吉澤ゲッスー友貴という名前が使われる。
ゲスト
- 30分だけの愛（2014年1月2日、日本テレビ）
- 警視庁南平班〜七人の刑事〜（2015年8月3日、TBS）
- 志村&鶴瓶のあぶない交遊録（2016年1月2日、テレビ朝日） - 英語禁止ボウリング キスの達人
- 湊、今からだべるってよ#8（2016年12月18日初回放送、つくばテレビ）
- はなみなと#3-4（2018年 、エンタ!959）
- セクシー女優カラオケグランプリ  ～キラキラした思い出を添えて～（2021年3月31日、BSスカパー）[14]

### Web配信
- つぼみ・吉澤友貴【AVOPEN2015】開催記念SP#1（2015年8月21日、ニコニコ生放送）共演：いけだてつや（三福星）、ヘビースモーキー石井、サックン、梁井一、TAKE-D、真咲南朋
- 矢口真里の火曜The NIGHT（2020年4月1日、9月2日、12月2日[15]、AbemaTV） - 4月はSCANTY4。9月、12月は恵比寿マスカッツとして。
- 恵比寿チャリカッツ(YouTube channel(競馬番組)松岡凛、黒沢美怜と共演
- 春のパンツまつり2021（2021年3月30日、春のパンツまつり公式サイト） - 村人 役[16]
- 真・透明変態人間3 淫靡な香りの奥に透けるオンナの欲望（2024年1月5日、シネポップ、シネマファスト） - キヨミ 役[17]
- 真・透明変態人間4 妖艶美女は危険とエロスの香り（2024年2月2日、シネポップ、シネマファスト） - キヨミ 役[18]

## 作品

### アダルトビデオ

#### 2015年
- SHINY イエロー○ャ○出身の現役巨乳グラビアアイドル衝撃デビュー!（9月1日、アイデアポケット）[19]※AV OPEN2015エントリー作品
- 性感帯開発プログラム〜友貴ちゃんの気持ちイイところはどこですかぁ?〜（10月1日、アイデアポケット）
- 大失禁 大絶叫 大潮噴き〜グラビアアイドルのビッグスプラッシュSEX〜（11月1日、アイデアポケット）
- 僕と友貴の甘〜い同棲性活（12月1日、アイデアポケット）

#### 2016年
- 見つめ合って感じ合う情熱SEX（1月1日、アイデアポケット）
- 誕生日レイプ人生最良の日に強姦されて…（2月1日）
- 突撃!元芸能人のムチャぶり素人逆ナンパ 吉澤友貴にムチャぶって素人男性と無理矢理ハメさせる! (3月1日、アイデアポケット)
- デリバリーSEX アナタの自宅に吉澤友貴をお届けします (4月1日、アイデアポケット)
- 復活!!Spermania VOL.23 いざ再び、白濁の大地へ 初大量ぶっかけ101HIT (5月1日、アイデアポケット)
- 無限大の絶頂FUCK さよならアイポケ!最後のオーガニズム! (6月1日、アイデアポケット)
- ドリシャッ!! (7月1日、ワープエンタテインメント)
- 早漏チ○ポを玩ばれて、強制的に連続射精させられちゃった僕。 (8月5日、ワープエンタテインメント)
- 女教師in…(脅迫スイートルーム) (9月30日、ドリームチケット)
- 「中に出して…夫と子供には内緒」 自宅で愚痴聞き屋に中出しセックスをせがむ美人人妻たち 14（10月14日、S級素人）他出演:二階堂ゆり、今野美奈
- R*Queen (11月4日、ドリームチケット)

#### 2017年
- 誘惑❤美容室 (1月6日、ドリームチケット)
- LOVE❤トラップ (2月3日、ワープエンタテインメント)
- 過激すぎるド素人妻 4 (2月10日、ワープエンタテインメント)
- 恋する季節 真実の愛はすぐ近くにある… (11月2日、GIRL’S CH)

#### 2018年
- 誘惑◆美容室 BEST (5月4日、ドリームチケット)
- 現役アイドル再始動 吉澤友貴 (5月7日、GENEKI)

#### 2019年
- 現役アイドル逆ナン本気SEX (1月25日、GENEKI)
- 私でもっと興奮してね ギャルビッチ着衣 吉澤友貴（2月25日、GENEKI）
- 寝取らせ露出-新しい刺激の記録- 吉澤友貴（3月25日、GENEKI）
- 縄凌辱 吉澤友貴（4月25日、GENEKI）

#### 2020年
- スタイルのいいお姉さんがエロいボディを駆使してボクのチ●ポ弄びながらイカせてくれましたぁ！！ 吉澤友貴（4月8日、カムカムぴゅっ！）
- 盗撮、元芸能人！ 吉澤友貴（8月14日、CHoBitcH）
- やたらと目があう美容室 吉澤友貴（9月25日、CHoBitcH）

#### 2021年
- 童貞筆おろし 吉澤友貴（2月22日、GENEKI）

#### 2023年
- Madonna電撃専属 吉澤友貴 無我夢中で貪り合う本気のベロキス中出し3本番（7月11日、マドンナ）
- 町内キャンプNTR テントの中で何度も中出しされた妻の衝撃的寝取られ映像 吉澤友貴 (9月12日、マドンナ)
- 『きっとキミは、今日1日で私を好きになる。』 大人の色気ムンムン【女上司】と冴えない【後輩クン※彼女あり】の野外KISS囁き寝取りデート 吉澤友貴 (12月8日、マドンナ)

#### 2024年
- 妻の妊娠中、オナニーすらも禁じられた僕は上京してきた義母・友貴さんに何度も種付けSEXをしてしまった…。 吉澤友貴 (1月9日、マドンナ)
- 大人のフェロモン淫語と清楚なのにエグい施術で金玉が空っぽになるまでヌイてくれる アチージョ式メンズエステ 吉澤友貴（3月12日、マドンナ）
- 「奥さんと別れて私と一緒になるって言いなさい…？」 魔性の別れさせ屋・友貴さんの寸止め射精管理で理性が崩壊した僕 吉澤友貴（4月9日、マドンナ）
- 僕だけが知っている…高嶺の花の女上司を孕ませ中出し教育 吉澤友貴（5月14日、マドンナ）
- ‘人妻’になっていた、教育係の先輩と支店出張で再会。 世話好きな吉澤先輩と、一生に一度の不倫関係。先輩に狂う出張1週間 吉澤友貴（6月11日、マドンナ）
- 街角に妻を1時間立たせてみたら…。立ちんぼ 吉澤友貴（7月9日、マドンナ）

- 寝取らせ串刺し輪● 愛する妻を深奥まで犯し尽くして下さい―。 吉澤友貴（8月13日、マドンナ）

- 四六時中、娘婿のデカチ○ポが欲しくて堪らない義母の誘い 吉澤友貴（9月10日、マドンナ）
- 配信限定 マドンナ専属女優の『リアル』解禁。 MADOOOON！！！！ 吉澤友貴 ハメ撮り（11月5日、マドンナ）
- 合鍵をもらった人妻が、男子学生が卒業するまで中出しされた一人暮らし部屋。 吉澤友貴（11月12日、マドンナ）
- 女上司、出張先で恥辱に揺れる中出し電車痴● 吉澤友貴（12月10日、マドンナ）

#### 2025年
- 取引先の傲慢社長に中出しされ続けた出張接待。 吉澤友貴（1月14日、マドンナ）
- ネトゲで偶然知り合った人妻に童貞を捧げるオフパコTOKYO遠征 吉澤友貴（2月11日、マドンナ）
- マドンナALL専属バスツアー2025 極上の美女を1人占めするのは僕だ！！夢のハーレムを掴み取れ！！総勢37名の大乱交SPECIAL！！前編（2月25日、マドンナ）
- マドンナALL専属バスツアー2025 ハーレムを掴み取った男たちが極上の美女を独占！！酒池肉林のお祭りはまだまだ続く！！夢の大共演＆大乱交FESTIVAL！！後編（3月25日、マドンナ）
- 隣の美人奥様は毎日、毎日…シーツを洗濯に出すほどの潮吹きド淫乱人妻でした…。 吉澤友貴（4月8日、マドンナ）
- 禁断介護 吉澤友貴（5月17日、グローリークエスト）

#### 総集編
- 吉澤友貴 PREMIUM COMPLETE BOX 8時間 デビューからのアイポケ全10作品を完全収録！ (2016年10月01日、アイデアポケット)
- 美女を堕とす濃厚な一撃 (2016年11月04日、ワープエンタテインメント)
- 騎女の杭打ちピストンSEX (2017年02月03日、ワープエンタテインメント)
- LOVE◆カウパー (2017年02月03日、ワープエンタテインメント)
- 「中に出して…夫と子供には内緒」自宅で愚痴聞き屋に中出しセックスをせがむ美人人妻たち8時間BEST 3 (2017年04月14日、S級素人)
- 完全女体観察100人8時間スペシャルBEST (2017年04月28日、S級素人)
- 超S級 最強シロウト美人妻 自宅不倫セックス30連発 4時間SP VOL.3 (2017年07月14日、S級素人)
- 男を惑わすイイ女 吉澤友貴 絶対ベスト (2017年11月03日、ワープエンタテインメント)
- IDEAPOCKET 2016 上半期 EXTREME BEST 8時間 選りすぐりのお勧めシーン厳選収録！ (2017年12月19日、アイデアポケット)
- BODYHEAT一心不乱本気の正面衝突性交8時間BEST 大人気のプレイ物シリーズ一堂に大集結！！ (2018年01月19日、アイデアポケット)

### 一般DVD
- 『湊、今からだべるってよVOL.2』（2017年2月12日、つくばテレビ）

### 音楽CD
恵比寿★マスカッツ
シングル
- TOKYOセクシーナイト（2015年11月25日、ポニーキャニオン）
- Sexy Beach Honeymoon（2016年5月25日、ポニーキャニオン）

アルバム
- 喜怒愛楽（2017年4月26日、ポニーキャニオン）

## 書籍

### 雑誌
- Truck Trends vol.68（2015年3月26日、スキゾ・クラブ）
- 週刊大衆2015年7/13号・2015年7/20号・2015年12/21号（2015年6月29日・7月6日・12月7日、双葉社）

### 写真集
- Yの革命（2015年7月24日、撮影：福島裕二、双葉社）[20]

### トレーディングカード
- 恵比寿★マスカッツ OFFICIAL TRADING CARDS -Vol.1-（2016年7月23日、ヒッツ）- 桃乃木かな・川上奈々美・湊莉久・石岡真衣・田森美咲とセット